# Abgar VI
Abgar VI ou Abgaro VI (em latim: Abgarus) foi rei de Osroena de 71 a 91. Pouco se sabe sobre ele. De acordo com Moisés de Corene, era irmão de Aude, a mãe de Sanatruces I. Por sua vez, de acordo com João Malalas, citando Arriano, Sanatruces era filho de Meerdates, filho do xainxá Vologases I (r. 51–78), o que atestaria vínculos dinásticos entre a família de Abgar e a dinastia reinante do Irã. Sanatruces tornar-se-ia rei da Armênia. Em 91, por conseguinte, conduziu uma campanha ao lado dos Bagratúnios e Arzerúnios contra Edessa, vitimando os filhos de Abgar VI, exceto as mulheres, que foram realocadas ao distrito de Astianena, em Sofena.